# Excuse Me, I Love You
Série Ariana Grande
Dangerous Woman Diaries
(2018)
Pour plus de détails, voir Fiche technique et Distribution.
Excuse Me, I Love You (stylisé excuse me, i love you) est un film américain réalisé par Paul Dugdale, sorti en 2020 sur le service Netflix.
Suivant la tournée mondiale Sweetener World Tour de la chanteuse et actrice américaine Ariana Grande, il s'agit à la fois d'un documentaire et d'un film de concert, alternant entre les coulisses de la tournée et les performances de la chanteuse sur scène.
Il s'agit de la seconde fois qu'une tournée d'Ariana Grande est filmée pour un documentaire après la mini-série Dangerous Woman Diaries, diffusée sur YouTube Premium en 2018.

## Contexte
Le film suit principalement la tournée mondiale Sweetener World Tour de la chanteuse et actrice américaine Ariana Grande et est un mélange entre documentaire classique et film de concert, alternant entre les coulisses de la tournée et les performances de la chanteuse sur scène.
Les parties sur scènes ont été filmées lors du concert du 16 octobre 2019 à l'O2 Arena de Londres. Les parties documentaires ont été filmées tout au long de la tournée.

## Fiche technique
Sauf indication contraire, les informations mentionnées dans cette section peuvent être confirmées par la base de données cinématographiques IMDb,  présente dans la section « Liens externes ».
- Titre original : Excuse Me, I Love You
- Réalisation : Paul Dugdale
- Direction artistique : Scott Nicholson, Brian Nicholson et Peter Aquinde
- Décors : Ariana Grande, Scott Nicholson, Brian Nicholson et Leroy Bennett
- Costumes : Law Roach (concert)
- Photographie : Brett Turnbull (concert) / Thorsten Thielow et Alfredo Flores (documentaire)
- Montage : Simon M. Bryant et Benjamin Wainwright-Pearce (concert) / Tony Zajkowski (documentaire)
- Chorégraphie : Scott Nicholson et Brian Nicholson
- Production : Simon Fisher, Liz Garbus et Dan Cogan
  - Production déléguée : Ariana Grande, Scooter Braun, Allison Kaye, Scott Manson, Jesse Ignjatovic et Evan Prager
- Sociétés de production : Den of Thieves et SB Films en association avec Story Syndicate, Si Fi Films / Federal Films (production déléguée)
- Société de distribution : Netflix
- Pays d'origine :  États-Unis
- Langue originale : anglais
- Format : couleur — 2160p (4K UHD)
- Genre : Documentaire
- Durée : 97 minutes
- Dates de sortie sur Netflix : 21 décembre 2020

## Production
En 2018, le service YouTube Premium diffuse la mini-série documentaire Dangerous Woman Diaries qui suit la tournée Dangerous Woman Tour de la chanteuse et actrice Ariana Grande. La série reçoit un accueil chaleureux de la part du public de l'artiste qui annonce en 2019 que sa troisième tournée mondiale, Sweetener World Tour, devrait également bénéficier d'une mini-série, intitulée Sweetener Diaries.
Néanmoins, le 8 décembre 2020, Grande identifie le compte du service Netflix dans une publication en rapport avec la tournée, laissant entendre que la service pourrait être le diffuseur de la mini-série. Le lendemain, la chanteuse confirme que le projet est finalement un film et qu'il sera mis en ligne par le service le 21 décembre 2020, soit un an après la dernière date de la tournée.
Le film, intitulé Excuse Me, I Love You en référence à la chanson R.E.M. de la chanteuse, est réalisé par Paul Dugdale, qui s'est occupé de réaliser les films des concerts de Taylor Swift ou encore Shawn Mendes, et est produit par Grande et son équipe.

## Numéros musicaux
Le concert montré dans le film n'est pas présenté dans son intégralité, en effet, certains numéros ont été coupés au montage. Plusieurs interludes ont également été coupées.
1. Raindrops (An Angel Cried)
2. God Is a Woman
3. Bad Idea
4. Break Up with Your Girlfriend, I'm Bored
5. R.E.M.
6. Be Alright
7. Sweetener
8. Side to Side
9. 7 Rings
10. Love Me Harder
11. Breathin
12. Needy
13. Make Up
14. Right There
15. You'll Never Know
16. Break Your Heart Right Back
17. NASA
18. Tattooed Heart
19. Everytime
20. The Light Is Coming
21. Into You
22. Dangerous Woman
23. Break Free
24. No Tears Left to Cry
25. Thank U, Next